# Muhammad al Maghrabi
Muhammad al Maghrabi est un footballeur international libyen né le 19 avril 1985.

## Carrière
- 2003-2010 : Alahly Tripoli S.C. ( Libye)
- 2010-... : Olympique de Khouribga ( Maroc)[1]

## Palmarès
- Vainqueur de la Coupe de Libye en 2006